# Karla Kirkegaard

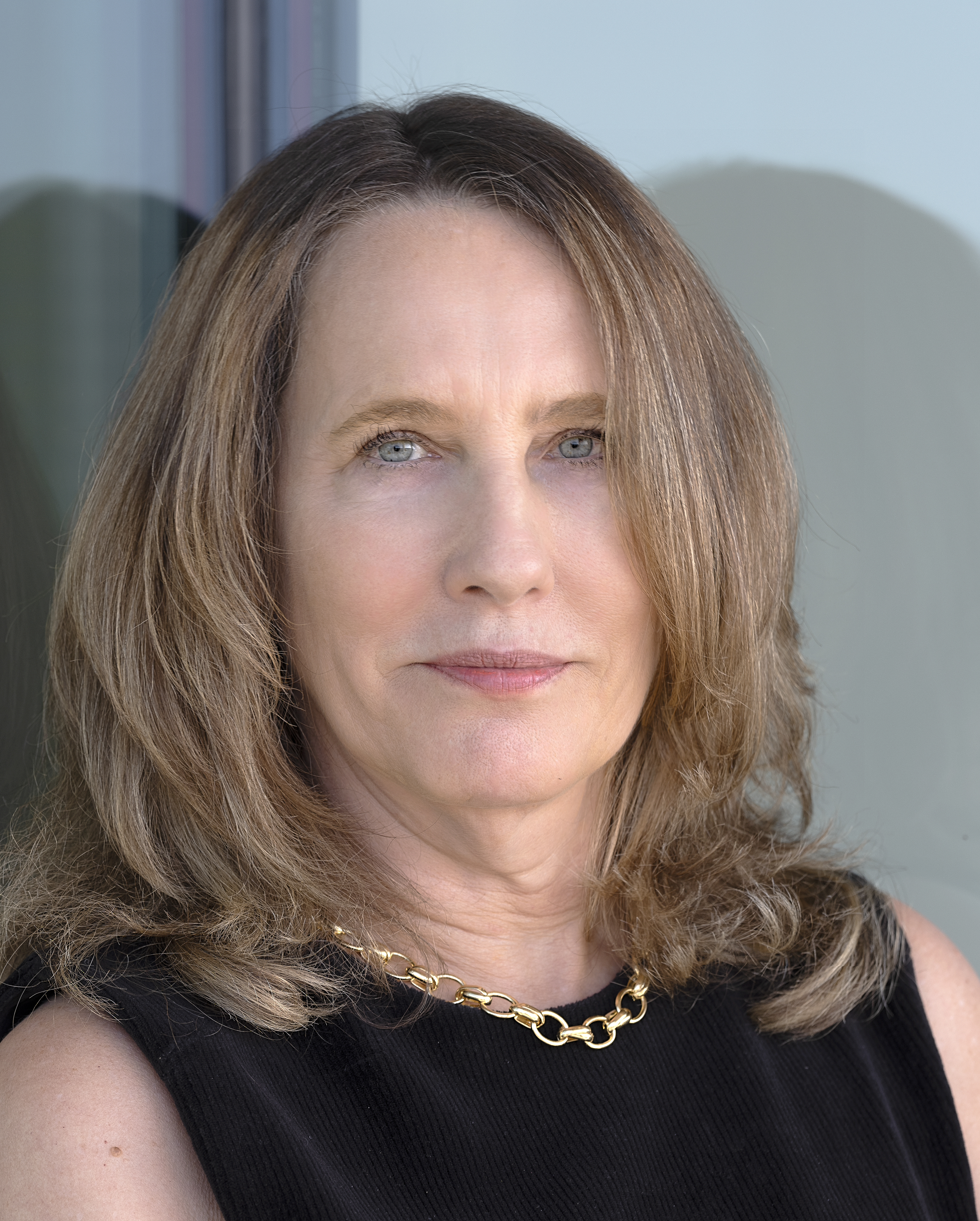
Karla Kirkegaard

Karla Ann Kirkegaard (* 1954) ist eine US-amerikanische Virologin und Genetikerin an der Stanford University.

## Leben und Wirken
Kirkegaard wuchs in Fresno, Kalifornien, auf. Sie erwarb 1983 bei James C. Wang an der Harvard University einen Ph.D. in Biochemie und Molekularbiologie und arbeitete als Postdoktorandin bei dem Nobelpreisträger David Baltimore am Whitehead-Institut für biomedizinische Forschung. Anschließend erhielt sie eine Professur an der University of Colorado Boulder. Von 1990 bis 1996 forschte Kirkegaard zusätzlich für das Howard Hughes Medical Institute (HHMI). 1996 wechselte sie an die Stanford University, wo sie von 2006 bis 2010 den Lehrstuhl (Chair) für Mikrobiologie und Immunologie innehatte. Hier ist sie (Stand 2019) Violetta L. Horton Research Professor of Genetics.
Kirkegaard konnte grundlegende neue Erkenntnisse über die Genetik, Zellbiologie und Biochemie von RNA-Viren gewinnen. Sie entdeckte den Mechanismus der Rekombination viraler RNA, die Existenz zweidimensionaler viraler Enzymgitter, die als Modell von flächenhaften Katalysatoren in der Biologie gelten, und dass Autophagie die Ausbreitung von Viren fördern kann. Weitere Arbeiten befassen sich mit der Ausbreitung von Viren entlang Neuronen und der Ähnlichkeit dieses Prozesses mit der Ausbreitung aggregierter Proteine. Laut der Datenbank Scopus hat Kirkegaard (Stand Juli 2021) einen h-Index von 49.
2009 wurde Kirkegaard in die American Association for the Advancement of Science, 2010 in die American Academy of Arts and Sciences und 2019 in die National Academy of Sciences gewählt.
Karla Kirkegaard ist mit dem deutschstämmigen Virologen Peter Sarnow verheiratet, der ebenfalls eine Professur an der Stanford University innehat. Das Paar hat ein Kind.